# Eric Murray
Eric Gordon Murray MNZM (* 6. května 1982) je novozélandský veslař a vítěz letních olympijských her v Londýně 2012 . Vyhrál šest po sobě jdoucích Mistrovství světa ve veslování a zajel dva světové nejlepší časy.

## Kariéra
Svoji první medaili z mistrovství světa si vyjel na novozélandské nepárové čtyřce bez kormidelníka na Mistrovství světa ve veslování 2007. Murray poté přesedl na dvojku bez, na které vyhrál se svým kolegou ze čtyřky Hamishem Bondem třikrát mistrovství světa  Dojeli si pro zlato na Mistrovství světa ve veslování 2009 a poté to zopakovali i v roce 2010, 2011, 2012, 2013, 2014 a 2015. Murrayho úspěchy v obou posádkách mu pomohly vyhrát šestkrát Halberg sports awards za posádku roku, poprvé v roce 2007 díky úspěchu na čtyřce, a poté v roce 2009, 2010, 2011, 2012, 2013 a 2014 s Bondem.
Murray také representoval Nový Zéland na dvou Olympijských hrách jako člen čtyřky bez, pátý ve finále A na Olympiádě 2004 a první ve finále B a celkové 7. místo v roce 2008.
Na konci prosince 2011 Murray zajel světový rekord na veslařském trenažeru. Na Concept 2 Dynamic Rowing Machine Murray ujel 18,728 m za jednu hodinu.
17. ledna 2012 Murray předjel Mahého Drysdale, pětinásobného mistra světa na skifu a při závodě skifů na Mistrovství Severního ostrova družstev a vyhrál o méně než půl sekundy. Drysdale a Murray byli jediní dva závodníci kvůli silnému bočnímu větru.
Na Letních olympijských hrách v Londýně Murraymu a jeho strokovi Hamishi Bondovi chybělo 6 sekund do nového světového rekordu, který je 6:08.5. Ve finále se Murray a Bond dostali do vedení už po 500 metrech a dojeli první v čase 6:16.65. Francouzi střihli Velkou Británii a získali stříbro s časem 6:21.11 a čas Velké Británie byl 6:21.77. Toto vítězství dovršilo neporaženost, která trvala od té doby kdy Murray a Bond začali jezdit mezinárodní závody na dvojce v roce 2009.
Murray je držitelem ceny New Zealand Order of Merit, kterou dostal v roce 2013 za jeho výkony ve veslování.